# Antoinette de Maignelais

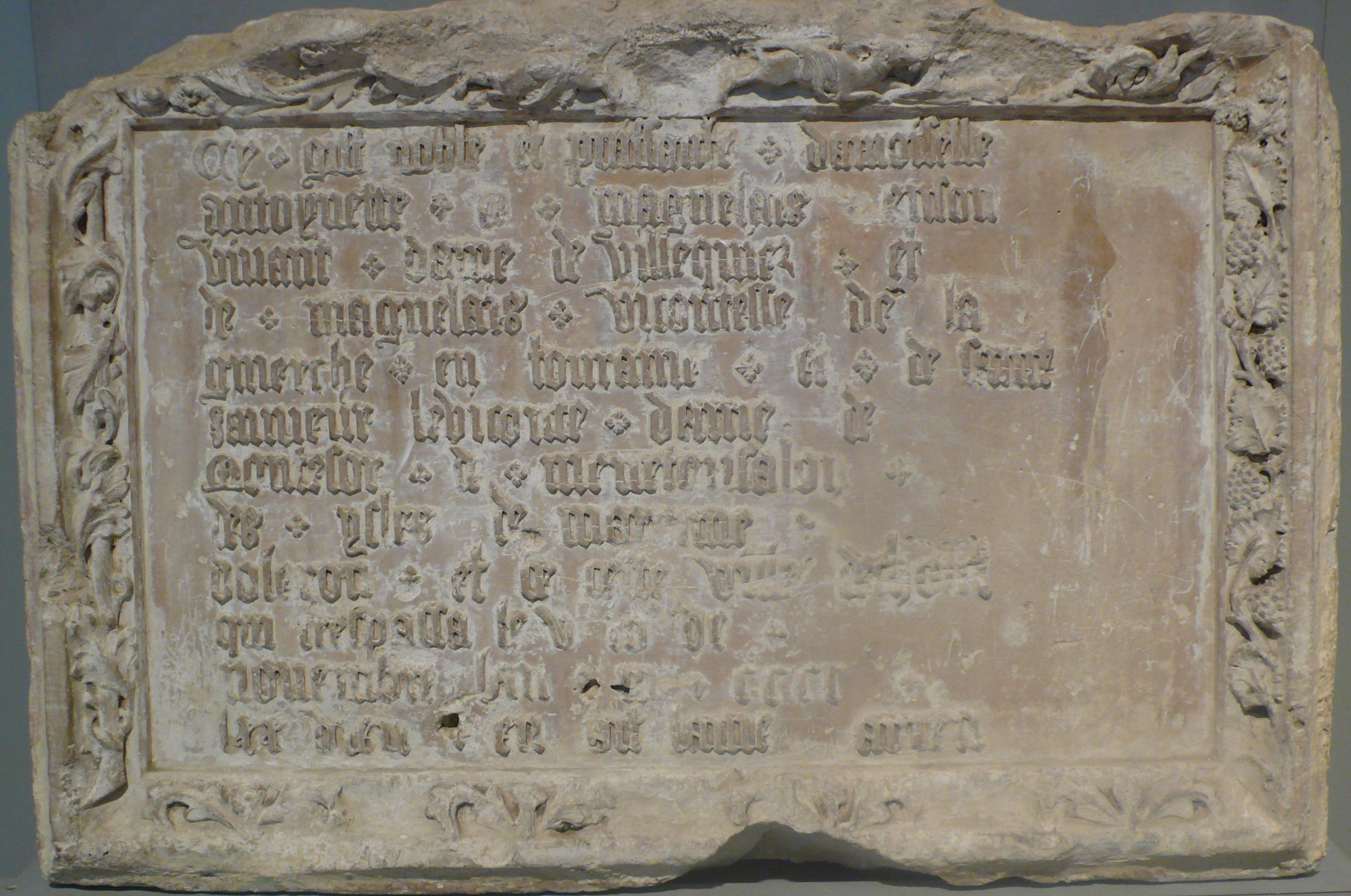
Náhrobek

Antoinette de Maignelais (1434–1474) byla oficiální milenkou (maîtresse-en-titre) francouzského krále Karla VII. od roku 1450 až do jeho smrti. Po sňatku se stala baronkou de Villequier a v postavení královy milenky nahradila svou sestřenici Agnès Sorel po její náhlém úmrtí.  Později se stala i milenkou Františka II., vévody Bretaňského. Působila také jako agentka Karlova syna, pozdějšího krále Ludvíka XI.

## Život

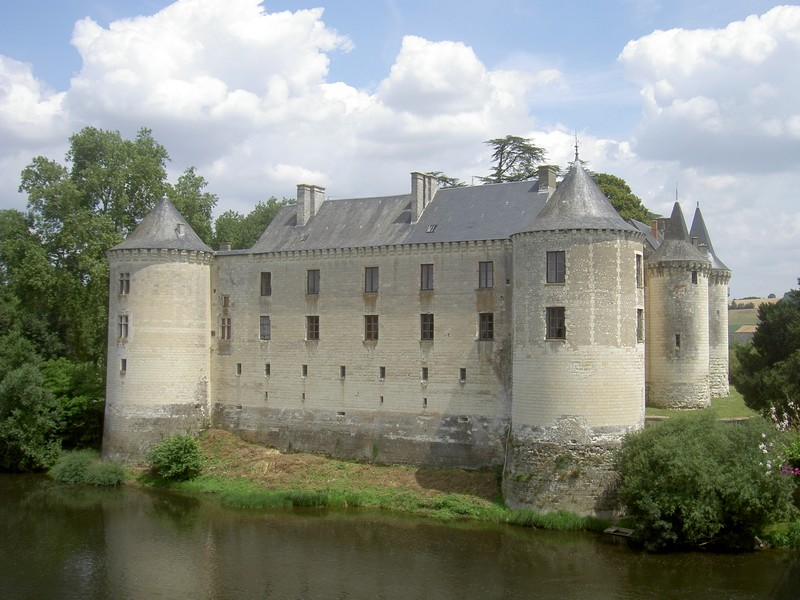
Zámek de la Guerche při řece Creuse

Antoinette byla dcerou Jeana II. de Maignelais a Marie de Jouy. Přes svého otce byla sestřenicí Agnès Sorel, která byla titulární metresou Karla VII. přibližně od roku 1441 až do své náhlé smrti v roce 1450.
Králův pohled ale na Antoinettě spočinul ještě před náhlou smrtí Agnès. V roce 1448, když jí bylo čtrnáct let, jí král daroval panství Maignelais, které byly předmětem dlouhého soudního sporu mezi jejím předkem Raoulem de Maignelais a vévodou de Bourbon. Panství nakonec zůstalo ve vévodově vlastnictví.

### Milenka krále Karla VII.
Ve svých šestnácti letech, krátce poté, co Agnès zemřela, se Antoinetta stala titulární metresou Karla VII.   V souvislosti s tím provdal Karel VII. Antoinettu za svého prvního komořího, Andrého barona de Villequier de Guerche († 1454) z regionu Touraine.  Při této příležitosti daroval král Antoinettě ostrovy Oléron, Marennes a Arvert jako její věno s důchodem 6000  livrů ročně na celý život.  Dopisy udělující tyto výsady jsou z října 1450. Pro ni a jejího manžela nechal král postavit zámek de la Guerche. 
V roce 1458 daroval Karel její dceři Jeanne de Maignelais 8 250 franků při sňatku s pánem de Rochefort. Antoinette s ním měla také další dceru, Karel VII. však nelegitimizoval ani jednu z jejích dcer.
Během svého působení v pozici královské metresy spolupracovala Antoinette s dauphinem, budoucím králem Ludvíkem XI. ), se kterým měl král Karel velmi napjatý vztah. Antoinette informovala dauphina o jeho otci, čímž ve skutečnosti působila jako dauphinova agentka u krále.

### Milenka vévody Bretaňského
Když král Karel VII. v roce 1461 zemřel, stala se Antoinette de Maignelais milenkou Františka II., vévody Bretaňského. Vévoda ji všemožně podporoval, a tak měla k dispozici zámek Cholet, kde hostila tehdejší kulturní špičky a ze svého dvora díky tomu udělala centrum kultury v Bretani. S Františkem II. nakonec měla pět dětí.
Když se Antoninetta stala milenkou vévody Bretaňského, očekával král Ludvík XI. Francouzský, že pro něj bude dělat špiónku na vévodském dvoře v Bretani. Zpočátku sice toto očekávání naplňovala, ale nakonec svou loajalitu věnovala vévodovi Bretaňskému. Během války mezi Francií a Bretaní prodala Antoinette de Maignelais své šperky na financování bretaňské armády proti Francii. Když se to doslechl král Ludvík XI., nechal zkonfiskovat její majetek ve Francii.
Antoinette de Maignelais zemřela pokojně na dvoře Františka II. v roce 1474.